# Andernach
Andernach is een plaats in de Duitse deelstaat Rijnland-Palts, gelegen in de Landkreis Mayen-Koblenz. De stad telt 30.132 inwoners. De stad ligt aan de Rijn (Middenrijn) waar deze stroomafwaarts gezien voor het eerst de Eifel raakt. De stad ligt in een engte tussen de Eifel en het Westerwald, genaamd de Andernachse Poort (die Andernacher Pforte, Latijn: Porta Antunnacensis) op Rijnkilometer 612.

## Geschiedenis
In 1988 vierde de stad haar 2000-jarig bestaan. Daarmee behoort ze tot de oudste steden van Duitsland. Waarschijnlijk is Andernach ontstaan uit een keltische vestiging. De Romeinen hebben op die plaats later het castellum Antunnacum gesticht. De stad ligt nabij het begin van de Rechts-Rijnlandse Limes.
In 613 werd te Andernach een verdrag gesloten waarin de autonomie van Austrasië en de leidende rol van de Austrasische adel werden vastgelegd, na de aristocratische opstand onder leiding van Arnulf van Metz, Pepijn van Landen en hofmeier Warchenar van Bourgondië tegen de nieuwe minderjarige koning van Austrasië en Bourgondië, Sigebert II, en diens regentes, de koningin-overgrootmoeder Brunhilde van Austrasië.
In de vroege middeleeuwen was Andernach een vrije rijksstad, die later aan de keurvorst van Keulen kwam. Kerkelijk gezien bleef de stad ressorteren onder de bisschop en keurvorst van Trier.
Onder Napoleon was de stad van 1794 tot 1815 een deel van Frankrijk. Bij het Congres van Wenen werd Andernach toegewezen aan Pruisen, en werd het ingedeeld bij de provincie Rijn (Rheinprovinz).

In 1955 heeft Konrad Adenauer de eerste Bundeswehrcompagnie van het jonge Duitsland na de Tweede Wereldoorlog opgericht in Andernach.
Nabij Andernach wordt tras gewonnen, een tufsteen van vulkanische oorsprong die toepassing vindt in de bouw.

## Bezienswaardigheden
In Andernach zijn een aantal middeleeuwse gebouwen bewaard gebleven, zoals:
- De kastelen Stadtburg (officieel: aartsstichtelijk-keurkeulse of keurvorstelijk kastelen) en Burg Namedy;
- De stadswal met de Koblenzer Poort (Koblenzer Tor) en Rijnpoort (Rheintor, eertijds Korenpoort, 13e eeuw);

De Poort van Koblenz wordt ook wel Burchtpoort genoemd. Omstreeks 1200 gebouwd werd hij gedeeltelijk beschadigd door de Fransen in 1689.
- De Bolle Toren of De Ronde Toren (Der Runde Turm, 56 m hoog, 15e eeuw);

De Ronde Toren, die tussen 1440 en 1453 gebouwd werd, is 56 meter hoog en doorstond een poging van een Franse leger om hem op te blazen.
- De Oude Kraan (Der Alte Krahnen, 16e eeuw);

De Oude Kraan werd gebouwd tussen 1554 en 1561 ter vervanging van een drijvende kraan. Hij werd ingezet voor het laden en lossen van voornamelijk molenstenen. In 1911 werd hij buiten gebruik gesteld.
- De Maria-Tenhemelopnemingskerk (Onze-Lieve-Vrouw kerk; Pfarrkirche Maria Himmelfahrt, Liebfrauenkirche, romaans, 12e eeuw);

De Mariendom (Lievevrouwenkerk) is een drieschepige romaanse galerijbasiliek die als katholieke parochiekerk omstreeks 1200 gebouwd werd.
- De Christuskerk (Christuskirche, 13e eeuw), voorheen Sint Nicolaaskerk van het Minoritenklooster (gotisch, 13e eeuw);

De Christuskerk is een protestantse stadskerk, de voormalige kapel van het minderbroedersklooster, stamt uit de bloeitijd van de gotiek en heeft slechts één zijschip. Begonnen werd zij in 1245 en voltooid in 1450.
- Het Oude of Historische Stadhuis (Das Alte oder Historische Rathaus) met een Mikwe (13e eeuw) in de kelder;

Het stadshuis werd tussen 1561 en 1574 gebouwd en bevat onder de vergaderzaal de middeleeuwse Mikwe, het jodenbad.
- De kapel Sankt Michael en de wachttoren (stenen stellingmolen uit de 19e eeuw en watertoren) van het voormalige klooster Sint Tomas (buiten van het middeleeuwse Andernach);
- Het Bollwerk met oude tolpost.

Het Bolwerk of bastion is direct aan de Rijn gelegen. Het werd in de periode 1659 - 1661 gebouwd als Rijndouanebastion van de keurvorst van Keulen. Het sculptuur aan de punt wijst op de functie als monument voor gesneuvelden van beide wereldoorlogen.
- Het Läufkreuz was van oorsprong een kruisbeeld van het armenkerkhof van het in 1841 gesloten ziekenhuis.
- De Rijnpoort is een rond 1200 gebouwd stadsgedeelte. Op de binnenplaats staan twee meer dan levensgrote figuren van tufsteen die in de volksmond de bakkersjongens van Andernach genoemd worden.
- De Helmwart-toren staat in de buurt van de Dadenberg-toren en is gerestaureerd in 1994.

Andere bezienswaardigheden:
- Bij de stad ligt het Vulkanpark, waarvan het bezoekerscentrum in Plaidt ligt (6 km). Interessant is ook de Romeinse steengroeve aan de vulkaan Hohe Buche.
- Nabij de stad ligt het klooster Maria Laach (10 km) en de geiser (Geysir) van Namedy (2 km), de hoogste (> 60 m) koudwatergeiser in de wereld.

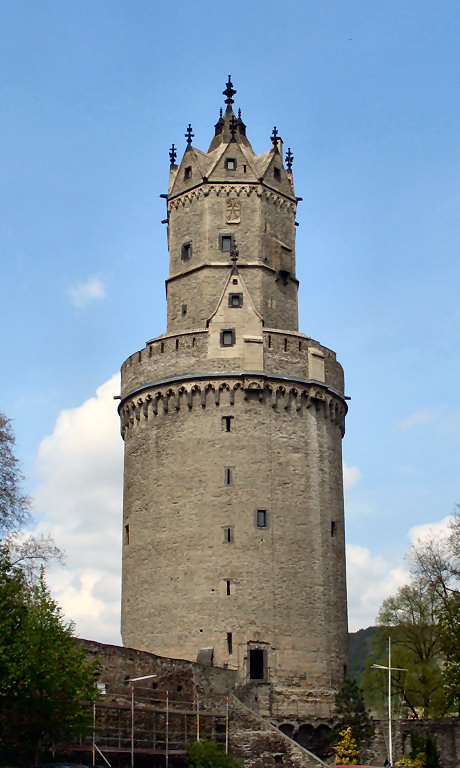
De Bolle Toren (Der Runde Turm)

## Jaarlijkse evenementen
- Nieuwjaars-parade van het carnavalscorps.
- carnaval (februari), dat al sinds het begin van de 15e eeuw gevierd wordt
- Lentemarkt met bloemenmarkt (maart)
- Feest van de duizend Lichten (Fest der Tausend Lichter), vuurwerk aan de Rijn (augustus)
- Kermissen (Maria-Hemelvaart, 15. augustus)
- Michelsmarkt, markt en kermis (laatste weekeinde in september)
- Adventsmarkt met levende kerststal (december)

## Verkeer en vervoer
- Spoorwegstation Andernach met Intercity (IC) naar  Keulen/Düsseldorf- Luxemburg en regionale treinen naar Wesel en Koblenz evenals naar Mayen
- Autosnelweg (A61) van Venlo - Hockenheim, afrit Kruft of Plaidt en (A48) afrit Koblenz.
- B9 van Bonn- Koblenz v.v.
- De excursie-schepen over de Rijn
- Een Rijnhaven

## Stadsdelen
- Centrum (Innenstadt) met de buurten Oude Stad (Altstadt), Landzegening (Landsegnung), Zuiderstad (Südstadt), Zuiderhoogte (Südhöhe), Kerkenberg (Kirchberg), Kraanberg (Krahnenberg), Deubachbuurt (Deubachsiedlung) en Hazenvanger (Hasenfänger)
- Miesenheim
- Eich
- Kell met Bad Tönisstein
- Namedy met Fornich

## Recreatie
- Wandelen in het stadbos (Rheinhöhenweg, Rheinburgenweg, Vulkanweg)
- Smalspoortreinen in Brohl (8 km)
- Thermaalbad in Bad Breisig (13 km)
- Fietsen
- Wijn in Leutesdorf

## Industrie
- Rasselstein, een onderdeel van ThyssenKrupp Steel (verpakkingsstaal)
- Lohmann (medische producten)
- Tönissteiner (mineraalwater/spa)

## Politiek
Uitslag van de recentste stadsraadsverkiezingen:
| Verkiezing | SPD | CDU | GRÜNE | FDP | LINKE | REP | FWG | Totaal    |
| ---------- | --- | --- | ----- | --- | ----- | --- | --- | --------- |
| 2014       | 12  | 14  | 3     | 1   | 1     | 1   | 4   | 36 zetels |
| 2009       | 13  | 14  | 2     | 1   | 1     | 0   | 5   | 36 zetels |
| 2004       | 12  | 17  | 2     | 0   | –     | 0   | 5   | 36 zetels |
| 1999       | 13  | 18  | 1     | –   | –     | –   | 4   | 36 zetels |

- FWG = Freie Wählergruppe Andernach e.V.

## Partnersteden
- Ekeren (België), sinds 1979
- Stockerau (Oostenrijk)
- Dimona (Israël)
- Saint-Amand-les-Eaux (Frankrijk)
- Farnham (Engeland)
- Zella-Mehlis (Duitsland, voormalig DDR)

## Geboren in Andernach

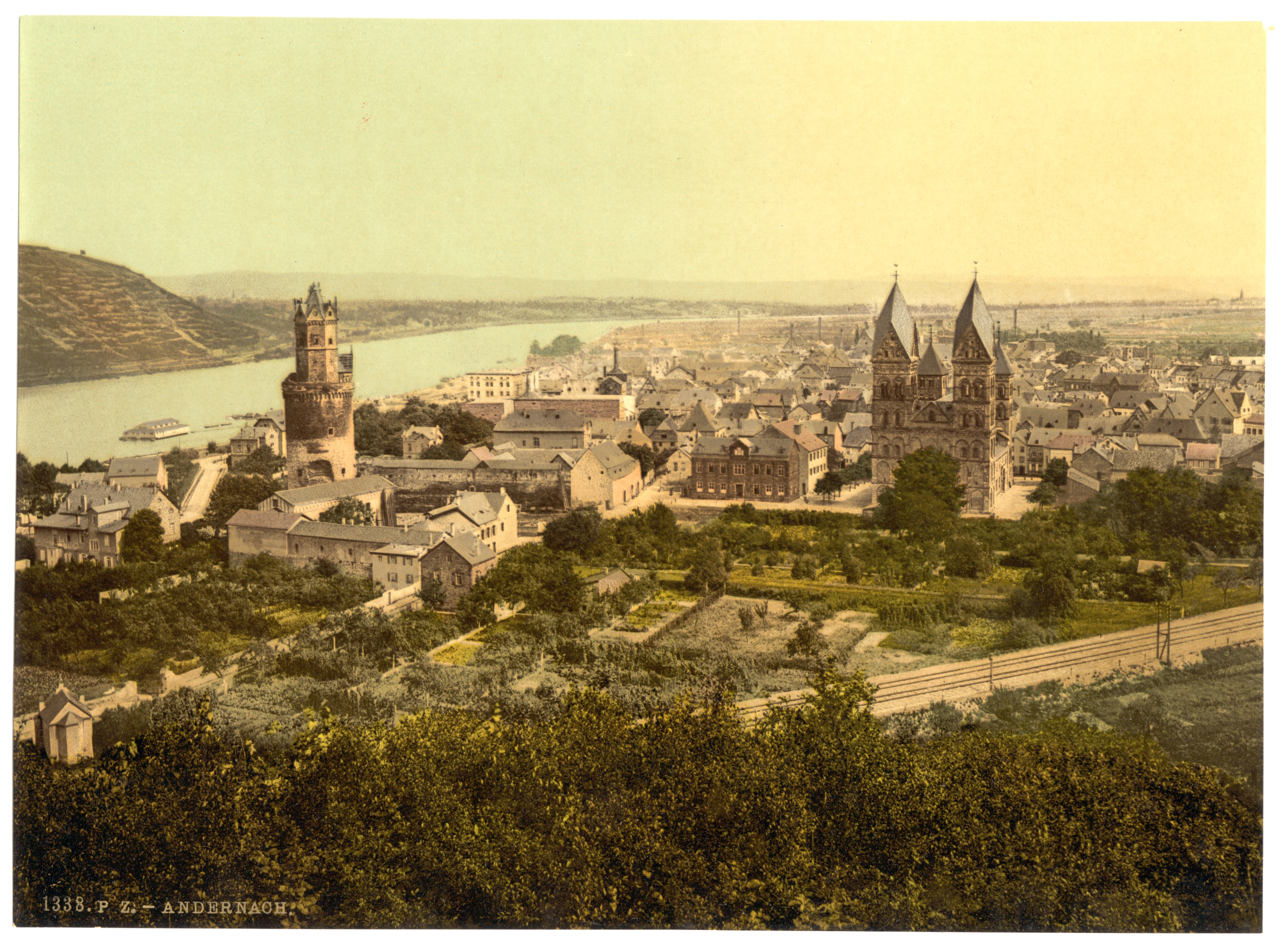
Andernach 1900

- Johann Winter von Andernach (Ioannes Guinterius Antunnacenis, 1505-1574), professor in de geneeskunde in Parijs en Straatsburg
- Ferdinand Rodenbach (1714-1783) (later geëmigreerd naar België), arts en voorvader van de Vlaamse dichters Albert en Georges Rodenbach
- Charles Bukowski (1920-1994), Amerikaans schrijver en dichter
- Rainer Castor (1961-2015), sf-schrijver (Perry Rhodan)
- Stefan Bell (1991), voetballer

## Trivia
In het Antwerps liedboek is een te Andernach gesitueerd lied, te dateren eind 15e eeuw, opgenomen  met de titel T’Andernaken al op den Rijn. Op de Duitstalige Wikipedia is onder het lemma T' Andernaken een uitvoerige beschrijving van dit uit zes strofen bestaande, in 1501  door Jacob Obrecht op muziek gezette lied te vinden, inclusief de volledige tekst in het Middelnederlands.